# فريد الباجي
فريد الباجي هو أبو محمد يوسف، فريد بن علي بن عبد الله بن محمد الباجي تونسي بلدا .مؤسس دار الحديث الزيتونية. ولد عند فجر ليلة الاثنين السادس من ربيع الأول سنة 1388هــ الموافق لـ 3 جوان 1968 بمدينة تونس .

## علاقته بالسياسة
في مارس 2017، انضمت مجموعة من الشخصيات العامة والمعروفة لحزب نداء تونس وعلى رأسهم الشيخ فريد الباجي حيث بيّن «أنّ المدير التنفيذي للحزب حافظ قائد السبسي قد نجح في اقناعه بالمشاركة في الحزب من أجل تقويته وتصحيحه». لم يستمر الباجي طويلا حتى قدم استقالته في أغسطس من نفس العام من الحزب وأعلن اعتزاله العمل السياسي.

## برامج تلفزيونية
- قام بتقديم برنامج على قناة نسمة التونسية في رمضان 2014 [4]